# Koceľovce
Koceľovce é um município da Eslováquia, situado no distrito de Rožňava, na região de Košice. Tem 6,96 km² de área e sua população em 2018 foi estimada em 241 habitantes.

## Demografia
| Ano:        | 1994 | 2004   | 2014   | 2024   |
| ----------- | ---- | ------ | ------ | ------ |
| Broj ljudi: | 256  | 254    | 250    | 218    |
| Razlika:    |      | -0,78% | -1,57% | -12,8% |

| Ano:               | 2023 | 2024   |
| ------------------ | ---- | ------ |
| Número de pessoas: | 215  | 218    |
| Diferença:         |      | +1,39% |